# Mahazoarivo (Vatovavy-Fitovinany)
Mahazoarivo is een plaats en gemeente in Madagaskar gelegen in het district Vohipeno van de regio Vatovavy-Fitovinany. Er woonden bij de volkstelling in 2001 ongeveer 19.000 mensen.
In de plaats is alleen basisonderwijs beschikbaar. 90% van de bevolking is landbouwer. Het belangrijkste gewas is rijst en bonen, maar er wordt ook ananas, bananen en koffie verbouwd. 10% van de bevolking is werkzaam in de dienstensector.